# Stupefacente (singolo)
Stupefacente è un singolo del cantautore italiano Frah Quintale, pubblicato il 20 giugno 2018.

## Tracce
1. Stupefacente – 3:07